# Vlag van Québec (provincie)

Vlag van de provincie Québec (ratio 2:3)

De huidige vlag van de provincie Québec, Fleurdelisé geheten, werd aangenomen door de regering van Maurice Duplessis op 21 januari 1948. De vlag wordt gevormd door een wit kruis op een blauw veld, met in elk kwadrant een fleur de lis.
De verhouding tussen de breedte (hoogte) en lengte van de vlag is 2:3, maar vaak wordt een ratio van 1:2 gebruikt, zodat de vlag even groot is als de vlag van Canada.

## Symboliek
Het witte kruis in de Fleurdelisé is overgenomen uit oude koninklijke Franse vlaggen. De fleurs de lis zijn afkomstig van een vlag die een Frans-Canadese militie onder leiding van Louis-Joseph de Montcalm in 1758 gebruikte bij de Slag van Carillon. In tegenstelling tot wat velen denken, verwijzen de fleurs de lis niet naar het symbool van de koningen van Frankrijk, die gouden fleurs de lis gebruikten. De witte bloem in de vlag van De Montcalm, en nu die van Québec, staat voor de reinheid van de maagd Maria.

## Geschiedenis

De groen-wit-rode horizontale driekleur gebruikt door de Parti patriote tussen 1832 en 1838

Het verlangen van de Franstalige Canadezen naar een onderscheidende vlag is oud. Andere vlaggen die door hen gebruikt zijn, zijn een groen-wit-rode horizontale driekleur (rond 1830) en de vlag van Frankrijk.

De Carillon-vlag

De directe voorganger van de Fleurdelisé werd ontworpen door Elphège Filiatrault, een pastoor uit Saint-Jude. Deze zogeheten Carillon-vlag leek sterk op de huidige vlag, maar de (toen gouden) fleurs de lis stonden in de hoeken van de vlag en wezen naar het midden. Deze vlag was gebaseerd op een eerdere vlag zonder kruis met de maagd Maria in het midden. Filiatraults vlag werd voor het eerst gehesen op 26 september 1902, maar heeft nooit een officiële functie gehad.
Enkele decennia eerder, op 26 mei 1868, had de provincie Québec een eigen wapen gekregen. Op grond daarvan zou men kunnen verwachten dat de officiële vlag van de provincie Québec destijds een Brits blauw vaandel met het provinciewapen van Québec in de rechterhelft was, maar een dergelijke vlag heeft nooit bestaan. De enige vlag in de provincie met een officiële status was de vlag van het Verenigd Koninkrijk.
In 1947 vroeg een onafhankelijk lid van het parlement van Québec, René Chaloult, om de instelling van een officiële provincievlag. Naar aanleiding van dat verzoek werden er verschillende ontwerpen bediscussieerd tussen Chaloult, Duplessis en Lionel Groulx. Uiteindelijk was de keuze gevallen op het ontwerp van de Fleurdelisé, die op 21 januari 1948 officieel werd aangenomen door middel van een ministerieel decreet, hetgeen het parlement voor een voldongen feit stelde. Dezelfde dag nog werd de Britse vlag van het provinciale parlementsgebouw gestreken. Aangezien de Fleurdelisé nog niet beschikbaar was, werd de Carillon-vlag gehesen. Pas op 2 februari 1948 werd de Fleurdelisé voor het eerst gehesen.

Vlag van de luitenant-gouverneur van Québec